# Aubéli Ottó
Aubéli Ottó (Esztergom, 1975. március 31. –) szabadfogású magyar birkózó. Középfokú végzettséggel rendelkezik, a Gumi Profi Váci Forma SE sportolója.

## Élete
A 2004. évi nyári olimpiai játékokon szerepelt, ahol a 18. lett. Edzője Ubránkovics Csaba, Gulyás István. Nevelő edzője Bacsa Ferenc. Az Európa Bajnokságon elért eredménye 2005-ben 3. helyezés, legjobb világbajnoki szereplése 2005-ben volt, bronzérmes lett.
2008-ban magabiztos győzelemmel jutott be a negyeddöntőbe a pekingi olimpia 120 kg-os szabadfogású birkózóversenyén, azonban itt alul maradt – a 2000-es nyári játékok orosz bajnokával, a már szlovák színekben versenyző – David Musuľbes-szel szemben, és a 8. helyen végzett. Az olimpiát követően befejezettnek tekintette pályafutását, és visszavonult.